# Ryvangens Naturpark
Ryvangens Naturpark er et stort område i Ydre Østerbro i det nordlige København. Parken ligger klos op ad Mindelunden (indkørsel fra Tuborgvej) på et gammelt militært øvelsesområde på Ydre Østerbro. Nærmere betegnet i en trekant mellem togstationerne Svanemøllen, Hellerup og Ryparken. 
Københavns Kommune overtog området fra Svanemøllens Kaserne og i længere tid fik området lov til at og forfalde.
Indgangen til "Ryvangens Naturpark" er fra en parkeringsplads med indkørsel fra Tuborgvej fra Rymarksvej/Ryparken ved bus 14's endestation.
I 1993 lå arealet som et besynderligt vildtvoksende område med stier, graffiti, høje bakker, søer, hjemmelavede huler, hjemmelavede broer gamle udbrændte rustne gadelamper og gamle bunkers. Da parken ligger lige op ad beboelsesområder som Ryvangen, Rymarken og Ryparken, har stedet været tilholdssted for unge fra området gennem tiderne. Det har sat sit præg.
I slutningen af 1990'erne besluttede Københavns Kommune sig for at renovere parken. Der kom bænke, stier, griller og lignende. Parken fik sit navn "Ryvangens Naturpark" i den forbindelse. Der kom folde med geder og får. Det har dog ført til mishandling af dyrene og afbrænding af de skure, de sover i.

## Fredning
Ryvangens Naturpark med Mindelunden er på 12 hektar og blev fredet i 2003. Det skete for ”at sikre området som naturområde, herunder at opretholde og muliggøre forbedring af de biologiske og rekreative værdier under hensyntagen til de kulturhistoriske interesser, der er knyttet til området.” Siden 1998 har Københavns Kommune ved Center for Park og Natur har haft ansvaret for Ryvangens Naturpark, der nu er underlagt naturplejeplaner.